# Stephan Koren (Manager)
Stephan Koren, auch Stefan Koren, (* 14. Dezember 1957 in Wien) ist ein österreichischer Bankmanager. Von 2000 bis 2005 war er Generaldirektor der Österreichischen Postsparkasse und von 2005 bis 2008 Generaldirektor-Stellvertreter der BAWAG P.S.K. Im Juli 2012 wurde er vom Aufsichtsrat der Österreichischen Volksbanken-Aktiengesellschaft zum Vorstandsvorsitzenden bestellt.

## Leben

### Ausbildung und berufliches Wirken
Stephan Koren ist der Sohn des ehemaligen Finanzministers Stephan Koren und Bruder der österreichischen Bankmanagerin Elisabeth Bleyleben-Koren. Er wuchs in Wien auf, wo er nach seinem Schulabschluss von 1977 bis 1981 Volkswirtschaftslehre an der Sozial- und Wirtschaftswissenschaftlichen Fakultät der Universität Wien studierte. Nach seiner Sponsion 1981 war er von 1982 bis 1987 Vertragsassistent am dortigen Institut für Volkswirtschaftstheorie und -politik, absolvierte in dieser Zeit das Doktoratsstudium und promovierte 1984. In diese Zeit fiel auch eine Tätigkeit für den Internationalen Währungsfonds (IWF) in Washington, D.C.
Von 1988 bis 1991 arbeitete Koren als wirtschaftspolitischer Referent in der Bundesleitung des Österreichischen Wirtschaftsbundes und ab 1992 übte er verschiedene Kabinettsfunktionen im Bundesministerium für Finanzen und im Bundesministerium für wirtschaftliche Angelegenheiten aus. 1997 wurde er wirtschafts- und finanzpolitischer Berater der Vereinigung Österreichischer Industrieller.
Seine Tätigkeit als Bankmanager begann 1998 bei der BAWAG, wo er schließlich Direktor mit Generalvollmacht mit der Zuständigkeit Finanzierung öffentliche Hand und Investitionsförderung war.
Von 2000 bis zum Zusammenschluss der Österreichischen Postsparkasse mit der BAWAG im Jahr 2005 war er Generaldirektor der PSK und anschließend bis April 2011 zunächst Vorstandsmitglied und ab 2008 Generaldirektor-Stellvertreter der BAWAG P.S.K.
Auf Wunsch von Finanzministerin Maria Fekter wurde er am 17. Juli 2012 zum Generaldirektor der teilverstaatlichten Österreichischen Volksbanken-Aktiengesellschaft bestellt.

### Aufsichtsrats- und Beiratsfunktionen
Koren wirkte neben seiner Tätigkeit in der BAWAG und PSK u. a. als Aufsichtsrat oder Beirat in der Bausparkasse Wüstenrot, in der Wiener Stadtwerke Holding, in der Austria Wirtschaftsservice Gesellschaft, in der Omnimedia Werbegesellschaft sowie bei der Telekom Austria, weiters bei der ÖIAG. Bis zu seiner Bestellung als Generaldirektor der ÖVAG war er Vorsitzender des Aufsichtsrates der FIMBAG. Im Dezember 2012 wurde er in den Universitätsrat der Wirtschaftsuniversität Wien bestellt, dem er bis Februar 2023 angehörte.
Im August 2018 wurde er zum Mitglied des Generalrates der Oesterreichischen Nationalbank bestellt.

### Familie
Stephan Koren ist verheiratet. Das Paar lebt in Wien und hat zwei Kinder.

## Publikationen (Auswahl)
- Die Verschuldung Osteuropas. Folgerungen für Österreich. Ludwig-Boltzmann-Institut zur Analyse Wirtschaftspolitischer Aktivitäten, Wien 1996.
- Ökosoziale Marktwirtschaft. Beurteilung eines Konzeptes (= MC-Dokumentation, Nr. 12). Management Club Österreich, Wien 1990.
- Die Öffnung Osteuropas. Chancen und Risiken für Österreich am Beispiel der Verschuldung des RWG. Institut für Militärische Sicherheitspolitik an der Landesverteidigungsakademie Wien, Wien 1990.
- Steuerreform im internationalen Vergleich (= Volkswirtschaftliche Schriften, Nr. 389). Duncker und Humblot, Berlin 1989, ISBN 3-428-06671-5.

## Auszeichnungen
- 2024: Ehrenring der Wirtschaftsuniversität Wien[7]